# Chân Nhỏ, bạn ở đâu?
Chân Nhỏ, bạn ở đâu? (tên gốc tiếng Anh: Smallfoot) là một bộ phim phiêu lưu hài kịch hoạt hình máy tính 3D năm 2018 do Warner Animation Group sản xuất. Bộ phim này sẽ được đồng sáng tác và đạo diễn bởi Karey Kirkpatrick dựa trên cuốn sách Yeti Tracks của Sergio Pablos. Phim có sự tham gia lồng tiếng của Channing Tatum, James Corden, Zendaya, Common, LeBron James, Gina Rodriguez, Danny DeVito, Yara Shahidi, Ely Henry và Jimmy Tatro. Phim được hãng Warner Bros. Pictures công chiếu vào ngày 28 tháng 9 năm 2018.